# Estación Vizcachitas
Vizcachitas fue una estación de ferrocarril que se hallaba dentro de la comuna de Vallenar, en la Región de Atacama de Chile. Fue parte del Longitudinal Norte y actualmente se encuentra inactiva.

## Historia
La estación fue construida para el tramo del ferrocarril Longitudinal Norte construido entre La Serena y Toledo (en las cercanías de Copiapó), y que fue inaugurado en 1914. De acuerdo a Santiago Marín Vicuña en 1916, la estación se encuentra a una altitud de 1046 m s. n. m.
Luego de la destrucción provocada por el terremoto de Vallenar de 1922, en 1923 fue reconstruida la casa habitación y oficina del jefe de la estación, así como la casa del cambiador de vías.
La estación presentaba un andén de pasajeros y uno de carga, lo que daba cuenta de su importancia para la actividad económica del sector. En el recinto de la estación también existía un paso peatonal y vehicular reglamentado. Hacia 1969 la estación continuaba prestando servicios y seguía apareciendo en mapas oficiales.
Con el cierre de todos los servicios de la Red Norte de la Empresa de los Ferrocarriles del Estado en junio de 1975, la estación Vizcachitas fue suprimida mediante decreto el 13 de febrero de 1976. Actualmente todas las estructuras originales están en ruinas, manteniéndose solamente los cimientos del edificio principal y los andenes.